# Eleição presidencial na Armênia em 2022
A eleição presidencial na Armênia em 2022 ocorreram em 3 de março, após a renúncia do presidente Armen Sarkissian em 23 de janeiro de 2022.

## Contexto
De acordo com o artigo 124 da Constituição alterada, um presidente apartidário será eleito para um mandato não renovável de sete anos. De acordo com o artigo 125, o candidato que receber pelo menos três quartos dos votos do número total de deputados da Assembleia Nacional será eleito Presidente da Armênia. Se o presidente não for eleito, é realizado um segundo turno, no qual podem participar todos os candidatos que participaram do primeiro turno. No segundo turno, será eleito Presidente da República o candidato que obtiver pelo menos três quintos dos votos do total de deputados. Se um presidente ainda não for eleito, será realizado um terceiro turno, onde poderão participar os dois candidatos que obtiverem o maior número de votos no segundo turno. No terceiro turno, será eleito o candidato que obtiver a maioria dos votos do total de deputados.
De acordo com o artigo 125.º da Constituição, pelo menos um quarto do número total de deputados da Assembleia Nacional tem o direito de nomear um candidato a presidente. Isso significa que pelo menos 27 membros do parlamento devem apoiar o respectivo candidato para que esse candidato seja oficialmente indicado. Assim, no caso de um amplo consenso, um candidato pode muito bem concorrer sem oposição, já que partidos minoritários com menos de 27 membros na Assembleia Nacional não poderão indicar um candidato.

## Elegibilidade
De acordo com a constituição alterada, todos os que atingiram a idade de quarenta anos, detiveram a cidadania apenas da Armênia nos seis anos anteriores e residiram permanentemente na Armênia nos seis anos anteriores, têm direito ao sufrágio e falam a língua armênia podem ser eleitos Presidente da República.

## Candidatos
O partido no poder Contrato Civil (71 assentos) e a oposição primária "Armenia Alliance" (29 assentos) atendem ao requisito de 27 assentos para nomear um candidato presidencial. No entanto, a oposição secundária "I Have Honor Alliance" tem apenas 6 cadeiras e não pode nomear um candidato sozinha.
| Nome                | Partido      | Nomeadores     | Notas | Cargos anteriores                                                                       |
| ------------------- | ------------ | -------------- | ----- | --------------------------------------------------------------------------------------- |
| Vahagn Khachaturyan | Independente | Contrato Civil | [ 4 ] | Prefeito de Erevã (1992–1996), Ministro da Indústria de Alta Tecnologia (2021–presente) |

## Boicote da oposição
A "Armenia Alliance" e a "I Have Honor Alliance" da Assembleia Nacional anunciaram que decidiram “não participar da eleição presidencial de forma alguma”. As duas alianças da oposição disseram em uma declaração conjunta: “A Constituição da Armênia exige que o Presidente da República seja imparcial, guiado pelos interesses nacionais. Embora a instituição do Presidente deva atuar como uma instituição verdadeiramente neutra, unindo a sociedade, o governo no poder decidiu nomear e eleger um Presidente representando apenas a força dominante.” Observando que a Armênia enfrenta sérios desafios internos e externos, os parlamentares da oposição enfatizaram que “não há alternativa à unidade nacional e à solidariedade pública”.

## Resultados
Vahagn Khachaturyan foi eleito o quinto presidente da Armênia na quinta-feira, 03 de março, recebendo 71 votos no segundo turno da votação parlamentar. 
Khachaturyan, recebeu 69 votos a favor no primeiro turno, mas foi necessário obter 81 votos para ser eleito. Assim, um segundo turno foi realizado no parlamento de 107 assentos, a Armênia é uma república parlamentar, onde o presidente é eleito pelo parlamento.
| Eleição presidencial na Armênia em 2022 | Eleição presidencial na Armênia em 2022 | Eleição presidencial na Armênia em 2022 | Eleição presidencial na Armênia em 2022 | Eleição presidencial na Armênia em 2022 | Eleição presidencial na Armênia em 2022 |
| Candidato a presidente                  | Partido                                 | Parlamento                              | Total                                   |                                         |                                         |
| --------------------------------------- | --------------------------------------- | --------------------------------------- | --------------------------------------- | --------------------------------------- | --------------------------------------- |
| Vahagn Khachaturyan                     | Independente                            | 71                                      | 71                                      |                                         |                                         |
| Abstenções                              | Abstenções                              | 35                                      | 35                                      | 35                                      |                                         |